# Hannivka, Narodîci
Hannivka (în ucraineană Ганнівка) este un sat în comuna Rozsohivske din raionul Narodîci, regiunea Jîtomîr, Ucraina.

## Demografie
Componența lingvistică a localității Hannivka
     Ucraineană (97,44%)
     Română (2,56%)
Conform recensământului din 2001, majoritatea populației localității Hannivka era vorbitoare de ucraineană (97,44%), existând în minoritate și vorbitori de română (2,56%).